# هاگن یم برمیشن
هاگن یم برمیشن (به آلمانی: Hagen im Bremischen) یک منطقهٔ مسکونی در آلمان است که در کوکسهاون واقع شده‌است. هاگن یم برمیشن ۱۰٬۹۹۱ نفر جمعیت دارد.